# Aranysarkantyú-rend
Az Aranysarkantyú-rend, eredetileg az Arany Milícia Rendje (Ordo Equestris Militiae Auratae), a római katolikus egyháznak nyújtott szolgálatokért kapható második legmagasabb rend. Közvetlenül a pápa ítéli oda. Ritkán használják az Aranysarkantyú-rend nevet; a hivatalos neve Ordine dello Speron d'Oro, illetve Ordine della Milizia Aurata.

„Aranysarkantyú-rend (most szt. Szilveszterrend), pápai lovagrend, melyet valószínűleg IV. Pius pápa 1559-ben alapított, tagjait lateráni udvari pfalzgrófoknak s az arany milicia lovagjainak nevezték. Jelvénye: arany, fehér-zománcos máltai kereszt, szárai között sugarakkal, alsó karjáról kis arany sarkantyú függ, a középpajzson kék zománcon szt. Szilveszter képe látható, ezzel a körirattal: «Sanctus Silvester pont. max.», hátlapján: «MDCCCXLI» évszám «Gregorius XVI restituit» körirattal.”

– A Pallas nagy lexikona azonos című szócikke

Az aranysarkantyú lovagjai nem tévesztendők össze a magyar alapítású aranysarkantyús lovagokkal.

## Alapítása és odaítélése

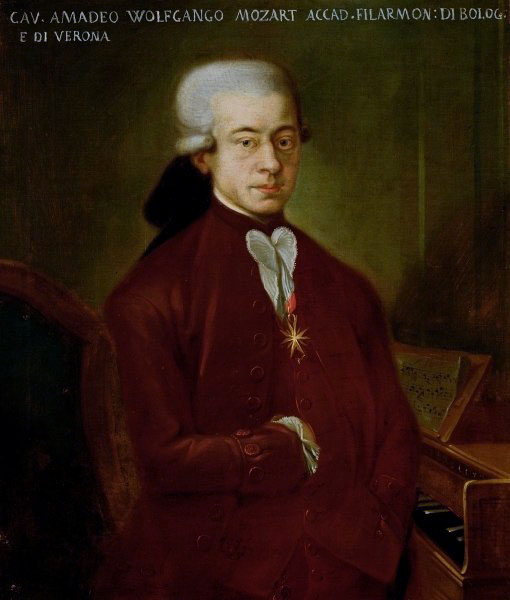
A 21 éves Mozart a rendjel birtokosként

Az Arany Sarkantyú Rendje mostantól 100 tagra korlátozott díj. Az 1558-tól 1759-ig tartó időszakban a rendet nemcsak a pápa, hanem a magasabb olasz nemesség is adományozta. Elsősorban olyan művészeknek és építészeknek ítélik oda, akiket a katolikus egyház érdekében végzett szolgálataikért kívánnak kitüntetni. Ehhez társult egy pápai udvari nádori kinevezés (Comes palatinus Lateranus vagy Comes palatinus sacri Lateranensis palatii). Példa erre a Brandenburg 1. Christian Eltester udvari építész, akinek 1694-ben Comitibus Sforza herceg ítélte oda a pápai Palazzo Montecitorio (az olasz parlament mai székhelye) felújításában nyújtott segítségéért. Ezt a gyakorlatot 1815-ben korlátozták, majd 1841-ben XVI. Gergely pápa vezetésével hatályon kívül helyezték.
A stilizált aranypáncélhoz erősített piros szalagon függ a máltai kereszt egy arany sarkantyúval. A lovagrendek jelvényéből alakult ki, de az alapító és az alapítás éve nem ismert.
X. Piusz pápa reformja vezette be a most érvényes kitüntetési formát 1905 februárjában. A rend csak egy osztályban létezik. A keresztet ma már nem piros szalagon, hanem arany nyakláncon hordják, s felkerült a gyémántokkal díszített mellcsillag is.
A kitüntetést 1905 óta csak államfők kapják, János luxemburgi nagyherceg volt az Arany Sarkantyú-rend utolsó élő lovagja.

## Kiváltságok
Az Arany Sarkantyú Lovagjai jogosultak voltak a „Cavaliere dell'Ordine dello Speron d'Oro” cím használatára, és levelekben „Sacri Palatii Comites et Equites aurati” néven szólították őket. A lovagoknak megengedték (és ma is engedik) lóháton bemenni a templomba. A Cavalierét „lovagnak” fordították, de a három említett címzett, Gluck, Mozart és Dittersdorf közül csak Gluck használta ezt a kifejezést.

## Pozíciója a hierarchián belül
A pápai érdemrendek és kitüntetések sorrendje a következő:
1. Krisztus rendje (1319-ben XXII. János pápa erősítette meg, 1905-ben X. Piusz újította meg) (csak egy osztálya van, általában csak államfők kapják)
2. Az Arany Sarkantyú rendje
3. Pius-rend (IX. Piusz alapította 1847-ben) (négy osztály)
4. Gergely-rend (1831-ben XVI. Gergely alapította) (négy osztály)
5. Szilveszter Rend (1841-ben ugyancsak XVI. Gergely alapította) (négy osztály)
6. Pro Ecclesia et Pontifice (XIII. Leó adományozta 1888-ban; Érdemkereszt, csak egy osztály)
7. Benemerenti (1832-ben XVI. Gergely alapította; Érdemérem, csak egy osztály)
8. Jeruzsálemi Zarándokkereszt (XIII. Leó adományozta 1901-ben) (három osztály)

## Ismert lovagjai

### A
- Konrad Adenauer
- David August von Apell
- Dominik Auliczek

### B
- Adrian Nicolaus von Barbier
- Batthyány-Strattmann László
- Anton Joseph Binterim

### C
- Antonio Canova
- Giacomo Casanova
- Bartolomeo Cavaceppi
- Jean-Baptiste-Pierre Jullien de Courcelles
- Luis de la Cruz

### D
- Vito D’Anna
- Cesare Maria De Vecchi
- Louis-Pierre Deseine
- Carl Ditters von Dittersdorf
- Engelbert Dollfuß

### E
- Christian Eltester
- Friedrich August von Elverfeld genannt von Beverförde-Werries
- Johann Evangelist Engesser

### F
- Joseph Fesch
- Karl Frieberth
- I. Fuád egyiptomi király

### G
- Christoph Willibald Gluck
- Giovanni Gronchi
- Hippolyt Guarinoni

### H
- Ferdinand von Hamelberg
- Albert Ludwig von Haza-Radlitz
- Theodor Heuss
- Huszejn jordán király

### I
- Ilona olasz királyné
- Itō Mancso

### J
- János luxemburgi nagyherceg
- XXIII. János pápa
- I. János Pál pápa
- II. János Pál pápa

### K
- Amanullah Kán afgán király

### L
- Orlande de Lassus
- Liszt Ferenc

### M
- Carlo Maderno
- Anton Raphael Mengs
- Wolfgang Amadeus Mozart
- Benito Mussolini

### O
- Ferdinando Orlandi

### P
- Niccolò Paganini
- Mohammad Reza Pahlavi iráni sah
- Pál görög király
- VI. Pál pápa
- Romuald Pekny
- Gaetano Matteo Pisoni
- XII. Piusz pápa
- Alessandro Poglietti

### R
- III. Rainier monacói herceg

### S
- Ventura Salimbeni
- Michael Hubert Schmitz
- Massimo Stanzione
- Kaspar Stockalper

### T
- Albert Thurn und Taxis-i herceg (1867–1952)

### V
- Giorgio Vasari

### Z
- Karl von Zay

## Díjazott Sforza hercegek
III.  Pál pápa (1468–1549) 1539-ben unokaöccseinek, Sforza hercegeknek, Santa Fiora grófjainak és leszármazottaiknak megadta azt a kiváltságot, hogy "az aranysarkantyú lovagjait nevezzék ki". Az általuk odaítélt cím átmenetileg kevés pénzért elérhető volt, és nem is volt nagy becsülete.

## Fordítás
- Ez a szócikk részben vagy egészben  az   Orden vom Goldenen Sporn című német Wikipédia-szócikk ezen változatának fordításán alapul.  Az eredeti cikk szerkesztőit annak laptörténete sorolja fel. Ez a jelzés csupán a megfogalmazás eredetét és a szerzői jogokat jelzi, nem szolgál a cikkben szereplő információk forrásmegjelöléseként.